# Beyond the Infinite
Beyond the Infinite – trzeci album studyjny brytyjskiego zespołu Juno Reactor wydany w Wielkiej Brytanii 1 października 1995 przez wytwórnię Blue Room Released. Utwory znajdujące się na albumie należą do nurtu muzyki psychedelic trance oraz goa trance. Oprócz albumu wydanego w Wielkiej Brytanii (wersja z ośmioma utworami) wydano również albumy na rynku muzycznym w Japonii i USA (wersja z dodatkowym, 9. utworem - Razorback) oraz w Izraelu i Francji (wersja brytyjska albumu). Album został reedytowany w Japonii 21 sierpnia 2002 przez Universal Music (tego samego dnia reedytowano również pozostałe krążki Juno Reactor oprócz albumu Lu.Ci-Ana, które zostały wydane przed rokiem 2000).

## Premiery
- 1 X 1995 – LP: [BLUEROOM RELEASED: BR009LP]
- 1 X 1995 – CD: [BLUEROOM RELEASED: BR009CD]
- 1995 – CD: [PHONKOL: 2030-2]
- 1995 – CD: [FAIRWAY RECORDS: 032 131]
- 17 IV 1996 – CD: [CANYON: PCCY1116]
- 27 V 1996 – CD: [HYPNOTIC/CLEOPATRA: CLP97392]

## Lista utworów

### Wielka Brytania, Izrael i Francja
1. Guardian Angel (07:11)
2. Magnetic (08:08)
3. Ice Cube (07:03)
4. Feel the Universe (07:39)
5. Samurai (08:17)
6. Silver (06:36)
7. Rotorblade (08:19)
8. Mars (07:10)

### Japonia i USA
1. Guardian Angel (07:11)
2. Magnetic (08:08)
3. Ice Cube (07:03)
4. Feel the Universe (07:39)
5. Razorback (06:54)
6. Samurai (08:17)
7. Silver (06:36)
8. Rotorblade (08:19)
9. Mars (07:10)

## Ekipa

### Produkcja
(Numery utworów według wersji podstawowej albumu)

#### Muzyka
- Ben Watkins (wszystkie utwory)
- Mike Maguire (utwory: 1, 3, 4, 6, 8)
- Paul Jackson (utwory: 2, 3)
- Johann Bley (utwory: 4, 5)
- Stephen Holweck (utwory: 4, 8)
- Jens Waldebäck (utwór: 7)

#### Wokal
- Nahoko Sasada (utwór: 5)

### Postprodukcja
- Juno Reactor - produkcja i zmiksowanie
- Mike Maguire - koprodukcja
- Otto The Barbarian - montaż
- Kevin Metcalfe - mastering
- Simon Ghahary - projekt graficzny
- Simon Watkins - projekt graficzny